# Saxifraga angelisii
Saxifraga angelisii là một loài thực vật có hoa trong họ Saxifragaceae. Loài này được Strobl miêu tả khoa học đầu tiên năm 1882.